# Tree of Life Web Project

Website des Tree of Life Web Project

Das Tree of Life Web Project (kurz ToL) ist ein Internetprojekt, um Erstbeschreibungen, Informationen zur Biodiversität und Phylogenie aller Lebensformen in einer verteilten Datenbank zu erfassen.
Die ursprüngliche Idee stammt von David Maddison. Das Projekt wurde am 5. Januar 1996 offiziell gestartet und umfasst mittlerweile Teile auf mehreren Internetservern weltweit.
Die Struktur und die Inhalte werden in der Regel von Wissenschaftlern beigetragen und überwacht, es sind jedoch auch Biologielehrer und Laien (von diesen stammen viele Bilder und andere Mediendateien) beteiligt.

## Struktur der Datenbank
Die Datenbank ist hierarchisch gemäß der phylogenetischen Abstammung aufgebaut und wird als evolutionärer Stammbaum angezeigt. Es gibt dazu sogenannte Branch Pages für Gruppen von Organismen, um die verwandtschaftlichen Beziehungen anzuzeigen, und Leaf Pages für die einzelne Lebensform, zum Beispiel die Art. Dies stellt den wissenschaftlichen Inhalt dar.
Zusätzlich gibt es Unterrichtsmaterialien und Mediensammlungen.

## Inhalt der Datenbank
Zu jeder Lebensform wird ein Datenblatt (Leaf Page) angelegt, das eine oder mehrere der folgenden Informationen enthalten kann:
- Einführung
- Beschreibung
- Verbreitung
- Verhalten
- Literatur
- Internetquellen

## Navigation, Suche in der Datenbank
In der Datenbank kann man entlang der Verzweigungen durch den Stammbaum browsen oder in ein Suchfeld eigene Suchbegriffe eingeben und suchen lassen.

## Beziehung zur Encyclopedia of Life
Die Beziehungen zum Projekt Encyclopedia of Life: ToL legt das Hauptaugenmerk auf die phylogenetischen Beziehungen. Divergierende verwandtschaftliche Beziehungen werden dargestellt und belegt.